# Эрнандес Гутьеррес, Хавьер
Хавье́р Эрна́ндес Гутье́ррес (исп. Javier Hernández Gutiérrez; родился 1 августа 1961 года в Гвадалахарае, Мексика) — мексиканский футболист, полузащитник, известный по выступлениям за клубы «Эстудиантес Текос», «Атлетико Морелия», «Пуэбла» и сборную Мексики. Участник чемпионата мира 1986 года.
Отец известного футболиста Хавьера Эрнандеса и зять другого известного футболиста, участника чемпионата мира 1954 года, Томаса Балькасара.

## Клубная карьера
Эрнандес воспитанник клуба «Эстудиантес Текос» из своего родного города. 21 октября 1981 году в матче против «Крус Асуль» он дебютировал за основной состав в мексиканской Примере. 19 сентября 1982 года в поединке против «Атланте» Хавьер забил свой первый гол за «Текос». Первый сезон он был футболистом ротации и только в сезоне 1982/1983 завоевал место в основе. После 8 сезонов без трофеев Эранадес решил покинуть «Текос» и перешёл в «Пуэблу». В сезоне 1989/1990 года он выиграл свой первый чемпионат, а также стал обладателем Кубка и трофея Чемпион чемпионов.
Летом 1991 года Хавьер перешёл в «Атлас», но по окончании сезона покинул команду и вернулся в родной «Текос». Он был переведён в защиту, где и выступал до окончания карьеры. В 1994 году Эранадес помог клубу выиграть исторический титул чемпионов Мексики, который до сих пор остаётся единственным для команды. Хавьер является одним из величайших футболистов «Эстудиантес Текос» за всю историю, за клуб он провёл 319 матчей и забил 50 голов во всех соревнованиях.
Летом 1995 года Эранадес перешёл в «Атлетико Морелию». В новом клубе он был основным футболистом несмотря на возраст и завершил карьеру через четыре года в 38 лет.

## Международная карьера
В 1979 году Эрнандес в составе молодёжной сборной Мексики он участвовал в молодёжном чемпионате мира в Японии.
15 марта 1983 года в товарищеском матче против сборной Коста-Рики Эрнандес дебютировал за сборную Мексики. 16 августа 1984 года в матче против сборной Финляндии он забил свой первый гол за национальную команду.
В 1986 году Хавьер попал в заявку сборной на участие в домашнем Чемпионате мира. На турнире он был запасным и не сыграл ни минуты.

## Достижения
Командные
 «Пуэбла»
- Чемпионат Мексики по футболу — 1989/1990
- Обладатель Кубка Мексики — 1990
- Обладатель трофея Чемпион чемпионов Мексики — 1990

 «Эстудиантес Текос»
- Чемпионат Мексики по футболу — 1994